# Weniamin Weniaminowitsch Alexandrow
Weniamin Weniaminowitsch Alexandrow (russisch Вениамин Вениаминович Александров; * 18. April 1937 in Moskau, Russische SFSR; † 6. November 1991 ebenda) war ein sowjetischer Eishockeyspieler.

## Leben und Karriere
In der sowjetischen Liga erzielte er insgesamt 345 Tore in 400 Spielen. Er spielte von 1955 bis 1969 für den HK ZSKA Moskau und gewann zehnmal den sowjetischen Meistertitel (1956, 1958–61, 1963–66 & 1968). 1963 war er mit 53 Toren der Top-Scorer der Liga.
Für die sowjetische Eishockeynationalmannschaft spielte er von 1957 bis 1968. Hier erzielte er 119 Tore in 161 Spielen und gewann die Eishockey-Weltmeisterschaft in den Jahren 1963, 1964, 1965, 1966, 1967 und 1968. Zunächst bildete er mit Alexander Almetow und Konstantin Loktew eine überaus leistungsstarke Sturmreihe. Später dann mit Boris Michailow und Wladimir Petrow, hier wurde er dann durch Waleri Charlamow abgelöst.
Später war er als Trainer für HK ZSKA Moskau, SKA Sankt Petersburg und den bulgarischen Club ZSKA Sofia tätig.
1963 wurde er für seine Verdienste mit der Aufnahme in die Russische und sowjetische Hockey Hall of Fame und 2007 in die IIHF Hall of Fame geehrt.
Weniamin Weniaminowitsch Alexandrow verstarb am 6. November 1991 in seiner Geburtsstadt Moskau im Alter von 54 Jahren.

## Auszeichnungen
- Goldmedaille bei den Eishockey-Weltmeisterschaften 1963, 1964, 1965, 1966, 1967 und 1968
- Goldmedaille bei den Eishockey-Europameisterschaften 1963, 1964, 1965, 1966, 1967 und 1968
- Goldmedaille bei den Olympischen Winterspielen 1964 und 1968
- Bronzemedaille bei den Olympischen Winterspielen 1960